# Флориана
Флориана (англ. Floriana, мальт. Il-Furjana) — город на Мальте. Граничит с Валлеттой, Марсой, Питой, Хамруном. Назван в честь итальянского архитектора и инженера Пьетро Паоло Флориани, ответственного за постройку городских укреплений.

## Достопримечательности
- Порт де Бомбес